# Bittera Judit
Bittera Judit (névvariáns: Hideghéty–Bittera) (Budapest, 1941. június 23. –) magyar színésznő.

## Életpálya
Utassy Gizi Színészstúdiójában végzett 1960-ban. Pályáját 1961-től a Honvéd Művészegyüttesben kezdte. 1963-tól a Vidám Színpad, 1966-tól a József Attila Színház színésznője. 1971-től a Bartók Gyermekszínházban játszott. 1981-től a Bodrogi Gyula által vezetett Vidám Színpad tagja volt. Férje, Zsudi József, Jászai Mari-díjas színész, rendező volt (1971-2013).

## Fontosabb színházi szerepei
- Babay József: Három szegény szabólegény... Bagariácska
- L. Frank Baum: Óz, a nagy varázsló... Szárnyas majmok királya
- Rejtő Jenő: Aki mer, az nyer... Rikkancs
- Lakatos László: Vágyom egy ágy után... Pálma
- Tóth Miklós: Üldöznek a nők... Gizi
- Vaszary János - Szántó Armand: A hölgy vetkőzik... Josephine
- Nádasi László: A ravasz asszony... Mici
- François Campaux – Benedek András: Csöngettek, madame!... Josephine

## Kabaré szerepeiből
- Nem félünk a tv-től
- Nyomjuk a sódert
- Dobogón vagyunk (Kellér-kabaré)
- Idefigyeljenek emberek! (Alfonzó-kabaré)
- Lepsénynél még megvolt (Salamon-kabaré)
- Rádiókabarék

## Filmek, tv
- Egy füst alatt
- Családi kör (sorozat)
- Kristálybirodalom (1979)...Tűzről pattant
- Héroszok pokoljárása (1980)...Vásároslány
- Szetna, a varázsló (1980)...Második nő
- Bábel tornya (1981)...II. örömlány
- Angyal szállt le Babilonba (1982)...Második munkásfeleség
- Atlantisz (1982)...Jósnő
- A tönk meg a széle (1984)
- Kismaszat és a Gézengúzok (1984)
- Vágyom egy ágy után (színházi előadás tv-felvétele)
- Szomszédok (sorozat) 31. rész (1988)...Adminisztrátor
- Kutyakomédiák (sorozat) 
  - A bosszúálló című rész (1992)...Piroska
  - A leskelődő című rész (1993)...Piroska
- Kisváros (sorozat) Viszontlátásra, Erzsike! című rész (1994)...Földhivatali adminisztrátor